# Santuario della Madonna di Pietrabona
Il santuario della Madonna di Pietrabona si trova nel territorio del comune di Castel di Ieri (AQ).

## Ubicazione
L'edificio sacro si trova a circa 3 km dall'abitato di Castel di Ieri in direzione di Goriano Sicoli. Per raggiungere il santuario si deve percorrere la strada "Claudia Valeria" e successivamente immettersi in una strada interpoderale, che segue sostanzialmente il Rio Scuro fino a circa duecento metri dal santuario. L'ultimo tratto del percorso, scostandosi dalle forre del vallone sulla destra, è sentiero di circa due metri, da percorrersi necessariamente a piedi. Si arriva così alla parte orientale del "Vallone del" Rio Scuro" e, all'altezza di circa 700 metri, c'è un piccolo terrazzo roccioso tra la parete della montagna e il burronedove sorge la chiesetta. Il complesso è "incuneato" alla base di una massa calcarea che scende verticalmente, a 629 m s.l.m.sul torrente "rio scuro"
Il Vallone del rio scuro, si protende verso occidente, fiancheggiando la montagna della selva per inerpicarsi dritto verso " le casette" e, a sinistra(ovest) verso il passo di Forca Caruso.

## La storia e la leggenda
Secondo la tradizione è stata eretta in onore della Madonna quale atto di ringraziamento per aver liberato la contrada dalla peste.

Una leggenda sostiene che la Madonna sia apparsa sopra una parete rocciosa (da qui il nome di Pietrabona) e abbia salvato un contadino dall'alluvione.

Vari miracoli le vengono attribuiti, soprattutto sulle malattie dei bambini.

## Descrizione
Il primo impianto del santuario è costituito da un edificio a torre addossato alla parete rocciosa e un avanzo di arco che immette in una piccola caverna. Vicino a questa caverna è presente una piccola cavità con un ossario.

Il secondo impianto, costruito subito dopo, è costituito dalla chiesa e dall'abitazione dell'eremita.

La chiesa si sviluppa in un unico corpo longitudinale sormontato da una volta a botte; la parete opposta all'entrata è completamente affrescata e addossata a essa c'è l'altare sacro. Inoltre sono presenti una piccola scultura in marmo per l'elemosina, un confessionale con delle incisioni che riportano i nomi degli emigrati, dei ceri votivi e degli ex voto in ceramica.

Nel retro della chiesa trova posto un locale a due piani destinato a sacrestia e alloggio per gli eremiti.

Dalla sacrestia, attraverso una botola, si scende in una grotta, presumibilmente una sorta di catacomba.
Dopo la sacrestia, attraversando un breve tunnel scavato nella roccia, si accede ad un piccolissimo spiazzo con una nuova piccola grotta. Da quest'angolo si può ammirare la valletta che, da sotto il bosco della "Selva" scende verso il dirupo del "RIO SCURO"ed Il colle di San Donato, prospiciente, fornisce un singolare panorama.
- L'affresco sopra l'altare - Ispirato a quello attribuito recentemente( dicembre 2011) a SANDRO BOTTICELLI - rappresenta la Madonna dai capelli biondi ed il bambino Gesù, dai capelli biondo/rosso, a punta sulla fronte,  seduto sul ginocchio destro della Madonna. Il bimbo tende la manina destra in avanti,ed il braccio sinistro allargato, come a "VOLERE" un gioioso abbraccio. La verosimiglianza del dipinto (specialmente il Bambino Gesù) - per i colori usati "celeste mare" del mantello e "rosa antico" della tunica della Madonna si " compendiano" con quelli della "Madonna col Bambino",  attribuito a Sandro Botticelli
- Una corona di colore bruno, è stata affrescata in un secondo periodo(primi del 1800), dopo la proclamazione dell'assunzione in cielo di Maria, caratterizza l'affresco stesso.